# Битва за международный аэропорт Кувейт
Битва за международный аэропорт Кувейт (англ. Battle of Kuwait International Airport) — битва во время войны в Персидском заливе. Состоялась 27 февраля 1991 года. Это было танковое сражение между США (в составе коалиции войны в Персидском заливе) и Ираком. Несмотря на то, что это было очень крупное сражение, оно часто остаётся незамеченным по сравнению с другими битвами, происходившими в ходе войны. В этом сражении участвовало не менее 18 дивизий. В бою также участвовали подразделения спецназа армии США и многочисленные подразделения иракских коммандос. В действительности сражение длилось три дня, хотя основной бой в международном аэропорту Кувейта продолжался всего один день. Большая часть боевых действий происходила по пути в аэропорт. В ходе сражения была проведена операция Reveille Engagement, ставшая крупнейшим и самым быстрым танковым сражением за всю историю морской пехоты США.

## Участники
В этом сражении участвовали 1-я и 2-я дивизии морской пехоты США. 2-й дивизии морской пехоты помогала бригада «Тигр» 2-й бронетанковой дивизии США, которую возглавляла оперативная группа 3-41 пехота «Прямые и стойкие» (3-41 Infantry) при поддержке 1-го дивизиона 3-го артиллерийского полка. Спецназ СВ США также проводил операции в ходе этого сражения, главным образом, на территории международного аэропорта Кувейта, очищая комплекс от вражеских снайперов и других оставшихся противников. Ирак был представлен 14 дивизиями и бригадой полевой артиллерии. Кроме того, на этом театре военных действий действовали многочисленные подразделения коммандос.

## 1-я дивизия морской пехоты
Оперативная группа «Риппер» (Task Force Ripper) под командованием полковника Карлтона Фулфорда-младшего повела 1-ю дивизию морской пехоты прямо на Кувейт. По мере приближения 1-й дивизии морской пехоты к городу командиры получили сообщения о двух развивающихся контратаках иракских войск. «Мы открыли огонь по двум точкам сбора, и не прошло и 30 минут, как мы разбежались от них, как кролики из кустов», — сказал Майатт, командир дивизии. «„Кобры“ и LAV были на высоте». В качестве «охотников-убийц» они искали и уничтожали иракскую технику. По пути к цели — Кувейтскому международному аэропорту — танки M60A1 Patton оперативной группы Ripper уничтожили около 100 иракских танков и бронетранспортёров, включая около 50 советских танков Т-72. Командир 1-й дивизии морской пехоты генерал-майор Дж. М. Майатт заявил: «В течение первого дня боевых действий 1-й взвод роты D 3-го танкового батальона уничтожил 15 иракских танков». Морские пехотинцы также уничтожили 25 БТР и взяли 300 военнопленных. Оперативная группа «Шепард» 1-й дивизии морской пехоты потеряла 14 человек убитыми в ходе боевых действий по пути в международный аэропорт Кувейта. Оперативная группа «Таро» также принимала участие в боевых действиях 1-й дивизии морской пехоты. Оперативная группа Papa Bear, C и D Co 1-й дивизии морской пехоты, являясь резервом дивизии, отразила мощную контратаку противника при обороне прорыва в минном поле. 1-я дивизия морской пехоты также уничтожила около 60 иракских танков в районе нефтяного месторождения Бурган, не понеся при этом никаких потерь.
Иракская контратака была отбита огнем 5 артиллерийских дивизионов морской пехоты. Атака 22-й бригады 5-й иракской механизированной дивизии была отбита морской пехотой в самом начале. Рота I 3-го батальона 9-го полка морской пехоты нанесла удар по иракской 22-й бригаде с близкого расстояния из ПТРК Dragon и ручного противотанкового оружия. Рота C 1-го танкового батальона в ходе этого боя уничтожила 18 иракских машин. 1-я дивизия морской пехоты потеряла 1 танк M60A1, прокладывая путь через минное поле. По мере продвижения на север 1-я дивизия морской пехоты столкнулась с ещё большим сопротивлением иракцев. Части 1-й дивизии морской пехоты вступили в бой с 15-й иракской механизированной бригадой 3-й бронетанковой дивизии. В ходе этого столкновения морские пехотинцы уничтожили ещё 46 единиц техники противника и взяли в плен около 929 человек. Продолжая наступление, 1-я дивизия морской пехоты уничтожила ещё 29 иракских боевых машин и захватила 320 военнопленных. В ходе этих боев наиболее эффективным иракским подразделением оказалась 449-я артиллерийская бригада. В результате её точного огня погиб один морской пехотинец и ещё 12 были ранены. В роте C 3-го танкового батальона морской пехоты один танк был повреждён огнём иракской артиллерии. В свою очередь, артиллерия 1-й дивизии морской пехоты уничтожила множество вражеских целей и оттеснила другие иракские силы. По пути к Кувейтскому международному аэропорту 1-я дивизия морской пехоты встретила ещё больше иракского сопротивления, уничтожив ещё десятки иракских танков и БТР и взяв сотни военнопленных. Морские пехотинцы уничтожили 30—40 иракских танков Т-72, занявших оборонительные позиции вокруг аэропорта, а также встретили танки Т-62 в составе разрозненных и малочисленных взводных и ротных подразделений. К концу дня иракская 3-я бронетанковая дивизия была полностью уничтожена. Потери иракской 3-й бронетанковой дивизии составили более 250 танков Т-55/-62 и 70 танков Т-72.

## 2-я дивизия морской пехоты
2-я дивизия морской пехоты вошла в город с другой стороны. Подразделение резерва морской пехоты «Браво» 4-го танкового батальона 4-й дивизии морской пехоты было придано 2-й дивизии морской пехоты. 25 февраля 1991 г., во второй день наземной операции «Буря в пустыне», рота «Браво» 4-го танкового батальона увидела, что по фронту на них движутся 35 танков иракской республиканской гвардии, не понимая в тот момент, что их превосходят в численности 3:1. Имея 13 танков M1A1 Abrams, рота «Браво» 4-го танкового батальона двинулась в атаку и менее чем за 90 секунд уничтожила 35 танков Иракской республиканской гвардии. Это сражение получило название Reveille Engagement и стало самым крупным и быстрым танковым сражением в истории Корпуса морской пехоты США. Это было единственное подразделение морской пехоты, оснащённое танками M1A1 Abrams. Рота «Браво» уничтожила 59 танков, 32 БТР, 26 небронированных машин и артиллерийское орудие. Всего рота «Браво» уничтожила 119 машин противника и взяла более 800 военнопленных. Экипаж танка «Stepchild» имеет самый большой подтверждённый результат по поражению живой силы (иракской БМП) — 3750 метров (2,33 мили). Тем не менее, многие танковые бои морской пехоты велись на малых дистанциях из-за плохой видимости на поле боя.
Морским пехотинцам помогала 1-я бригада «Тигр» 2-й бронетанковой дивизии США, которую возглавляла оперативная группа «3-41 пехота» «Прямой и стойкий». В ходе боевых действий оперативная группа 3-41 пехота и 1-3-й артиллерийский дивизион 2-й бронетанковой дивизии уничтожили большое количество вражеской техники и захватила более 1000 пленных. По данным 1-й бригады «Тигр», за 100 часов боя было уничтожено 181 или захвачено 181 вражеский танк, 148 БТР, 40 артиллерийских орудий, 27 зенитных орудий, 263 иракца погибло и 4051 взято в плен. 2-я дивизия морской пехоты потеряла 9 танков M60A1, прорвавшихся через минное поле. Один танк M1A1, принадлежавший бригаде «Тигр» 2-й бронетанковой дивизии, также был повреждён миной. Заранее спланированная контратака иракской 8-й механизированной бригады 3-й бронетанковой дивизии атаковала танки M1A1 в секторе 2-й дивизии МП и была уничтожена без потерь, а 8-й танковый батальон КМП уничтожил другие иракские танки. 3-й танковый батальон морской пехоты уничтожил неизвестное количество иракских танков Т-62 в районе аэродрома Аль-Джабер. На второй день американского наступления взвод 8-го танкового батальона КМП уничтожил 13 иракских танков в бою в районе оборонительной позиции, известной как «Ледяной лоток». Затем авиация морской пехоты и ВМС нанесла тяжёлые потери отступающим иракским войскам, ведущим на север из Кувейт-Сити. Позже, ночью, некоторые из боёв усилились, когда силы морской пехоты окружили хорошо обороняемый международный аэропорт Кувейта. Боевые корабли ВМС США, находившиеся в Персидском заливе, наносили удары по ангарам, терминалам и другим зданиям аэропорта, превращая их в руины из искореженного металла и почерневшего бетона, пытаясь выбить иракские войска с поля боя. По словам командиров морской пехоты, камеры на дистанционно пилотируемых самолётах, наблюдавших за бомбардировками, показывали, как иракцы «буквально выпрыгивали из танков». После того как морские пехотинцы захватили важнейший аэродром, для борьбы со снайперами и другими очагами сопротивления, закрепившимися в районе крупного аэропортового комплекса, прибыли подразделения спецназа. Пока морские пехотинцы и спецназ активно защищали аэродром, прибывшие связисты ВВС установили тактические системы управления воздушным движением и посадки вместо систем, повреждённых отступающими иракскими войсками. Морские пехотинцы из 38-й эскадрильи ( Marine Air Traffic Squadron 38) создали приближённые службы УВД и обеспечивали их работу до возвращения гражданских УВД. По словам представителей морской пехоты, за три дня боёв она потеряла 5 человек убитыми и 48 ранеными. Танкисты M60A1 морской пехоты добились впечатляющих результатов в борьбе с иракскими бронетанковыми силами. 1-й танковый батальон уничтожил 50 иракских танков Т-55 и Т-62 и 25 БТР. 3-й танковый батальон уничтожил 57 танков Т-55 и Т-62 (плюс 5 Т-72), 7 БТР и 10 грузовиков. 8-й танковый батальон уничтожил более трёх десятков танков и несколько единиц другой техники.

## Дополнительные боевые операции
На третий и последний день боёв 2-я дивизия морской пехоты освободила город Эль-Джахра и заняла высоту на хребте Мутла, отрезав иракцам путь к отступлению из Кувейта в Басру. Танки M1A1 уничтожили большинство из 166 иракских танков, подбитых 2-й дивизией в тот день. Иракский генерал Раад Хамдани так прокомментировал действия бронетехники: «У нас была проблема негибкости применения бронетанковых сил. Мы всегда предпочитали привязывать пехоту к танковым дивизиям».